# Buenoa macrotibialis
Buenoa macrotibialis är en insektsart som beskrevs av Hungerford 1924. Buenoa macrotibialis ingår i släktet Buenoa och familjen ryggsimmare. Inga underarter finns listade i Catalogue of Life.